# 小笠神社
小笠神社（おがさじんじゃ、英語: Ogasa Jinja）は、静岡県掛川市の神社である。近代社格制度における社格は県社。

## 概要
小笠神社は静岡県掛川市入山瀬に鎮座する神社である。小笠山の山頂付近に立地している。祭神は事解男尊、伊弉册尊、速玉男尊の3柱であり、熊野三山から勧請されたとされている。同時に創建された掛川市の三熊野神社、御前崎市の高松神社とともに「遠州の熊野三山」とも称される。

## 祭神
- 事解男尊
- 伊弉册尊
- 速玉男尊

## 歴史

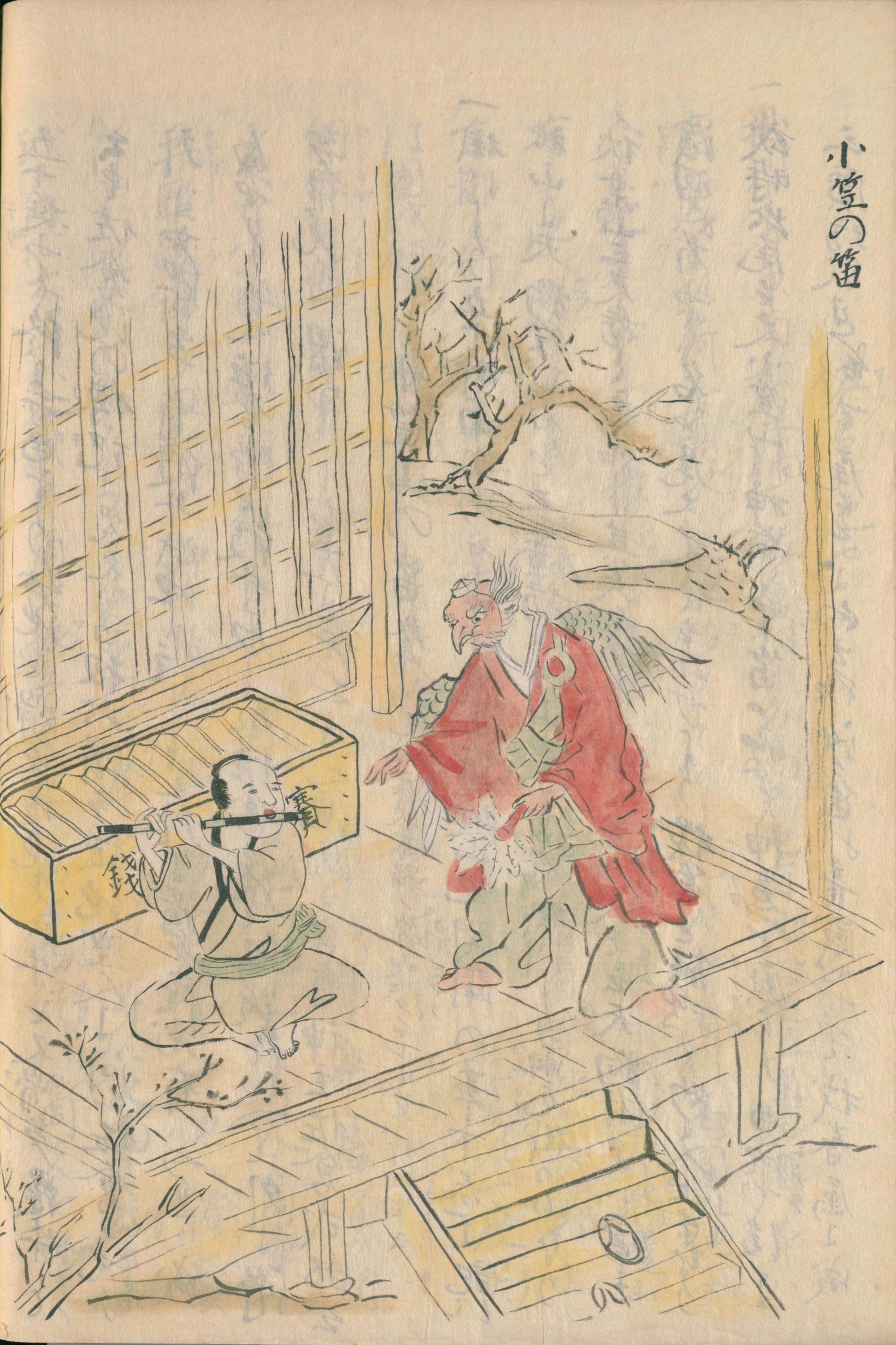
多聞天の伝承を描いた江戸時代の彩色画（「小笠の笛」藤長庚編集『遠江古蹟圖會』1803年。国立国会図書館蔵）。小笠神社で少年（左）が笛を吹いていると、天狗の三広坊（右）が現れる。三広坊に勧められ、少年は天狗の修行を積むことになり、やがて多聞天となった

文武天皇の命により702年（旧暦大宝2年3月18日）に創建されたとされる。1682年（旧暦天和2年）には西尾忠成により横須賀藩の祈願所に定められた。また、文化年間には太田資順により掛川藩の祈願所に定められた。
明治に入ると近代社格制度が導入され、小笠神社は村社の一つとして列せられた。1919年（大正8年）に郷社に昇格し、1945年（昭和20年）には県社に昇格した。

## 境内

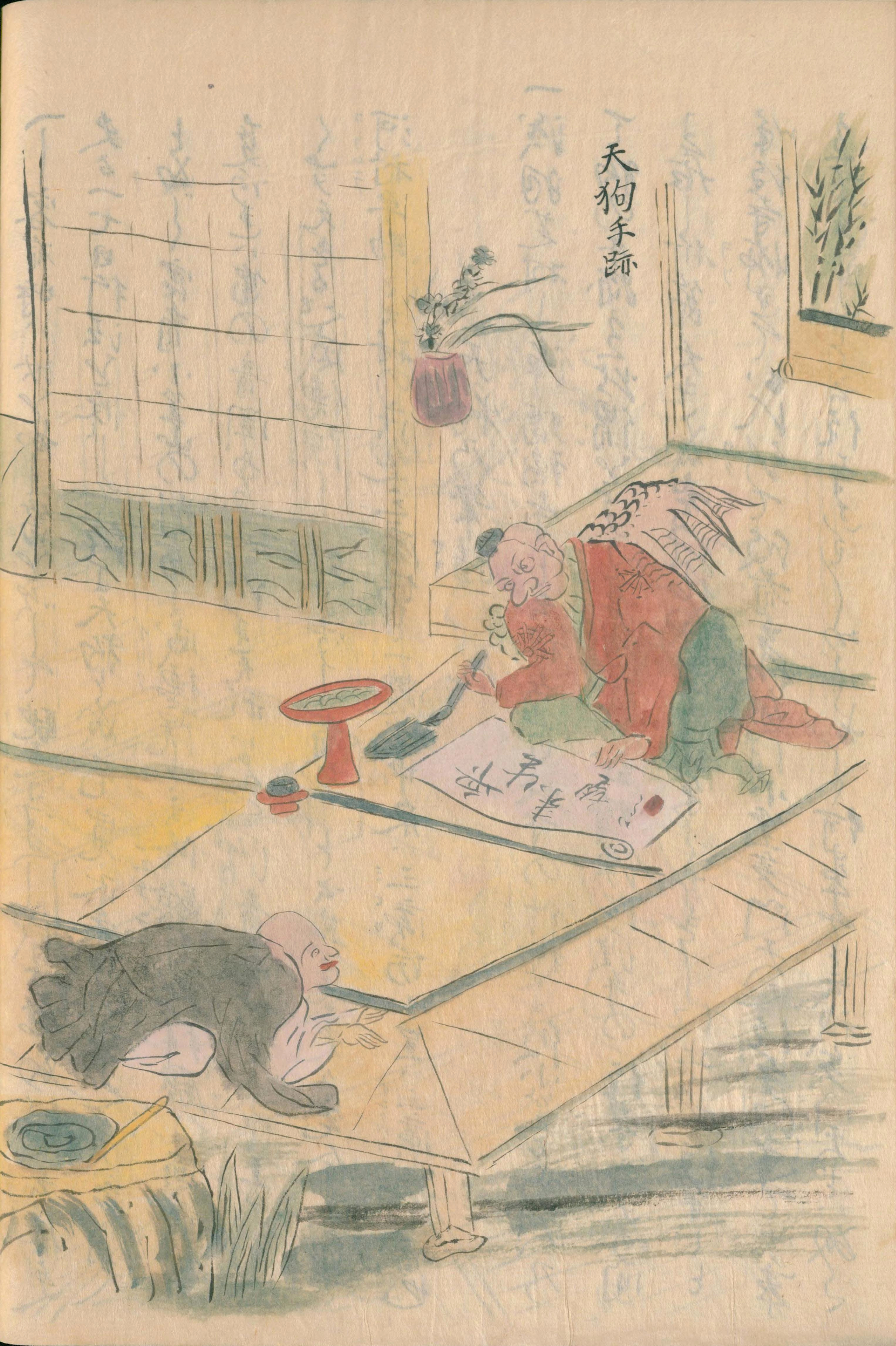
多聞天の伝承を描いた江戸時代の彩色画（「天狗手跡」藤長庚編集『遠江古蹟圖會』1803年。国立国会図書館蔵）。天狗の多聞天（奥）が遠江国山名郡柴村の浄瑠璃寺を訪れ書を認めている

社殿は本殿、幣殿、拝殿から構成されており、拝殿の前に神楽殿がある。本殿は文化年間に建てられたとみなされている。
小笠神社には多聞天神社が隣接しており、小笠神社の祭礼の際には多聞天神社に矢が奉納されるなど、関係が深い神社の一つである。多聞天神社が現在の地に創建された理由について、伝承によれば、小笠山に天狗が住んでおり、近隣の住民が天狗を多聞天として多聞天神社に祀ったからとされている。多聞天神社のほかには金比羅神社も鎮座している。

## 祭事・年中行事
11月には「矢矧祭」と呼ばれる神事が行われている。五穀豊穣、家内安全、安産を祈願する神事であり、神社の建立以来続く祭礼とされている。神職が放つ破魔矢を氏子が奪い合い、その矢を近隣の多聞天神社に奉納する神事である。

## 文化財
参道には樹高が20メートルほどのスギがあり、樹齢が400年以上と推定されることから、1990年（平成2年）に小笠郡大東町により天然記念物として文化財指定されている。
また、境内には小笠山砦の遺構も遺されている。

## 氏子区域
- 静岡県掛川市入山瀬

## 略歴
- 大宝2年（702年） - 創建[1]。
- 天和2年（1682年） - 横須賀藩の祈願所に指定[1]。
- 文化年間 - 掛川藩の祈願所に指定[1]。
- 大正8年（1919年） - 郷社に昇格[1]。
- 昭和20年（1945年） - 県社に昇格[1]。

## 関連人物
- 文武天皇